# Videojuego triple A

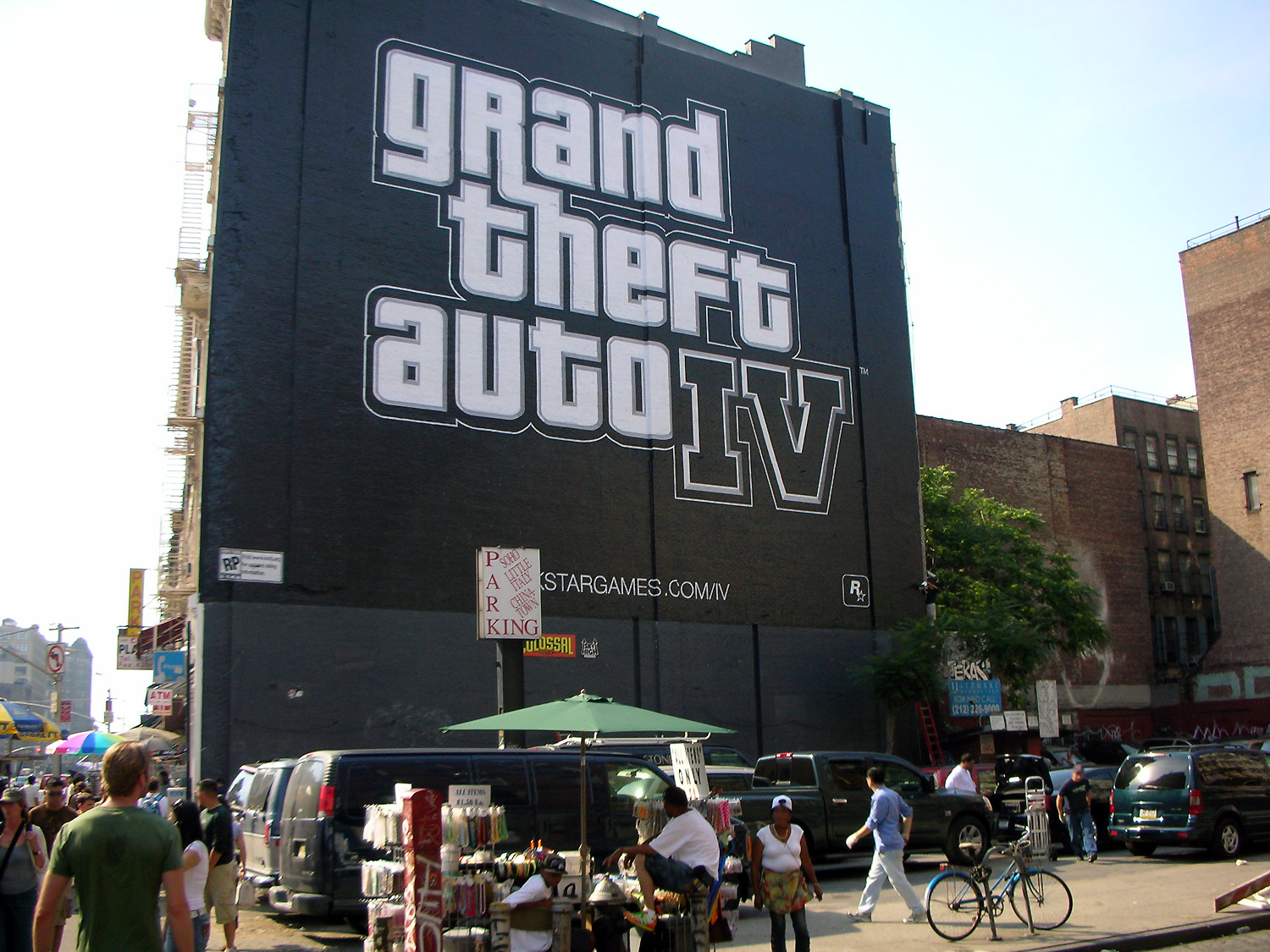
Un anuncio de Grand Theft Auto IV, un videojuego AAA, pintado en una pared en el distrito de Chinatown de la ciudad de Nueva York.

Un videojuego triple A (comúnmente abreviado como videojuego AAA) es una clasificación informal utilizada para los videojuegos producidos y distribuidos por una distribuidora grande o editor grande, típicamente teniendo marketing y desarrollo de alto presupuesto. El desarrollo de un juego triple A está asociado a un riesgo económico alto, por lo que requiere niveles altos de ventas para obtener rentabilidad.
En el 2010 el término triple A empezó a ser utilizado para describir juegos de ingresos adicionales, como los MMOs o por utilizar el software como servicio (SaaS), o por métodos como pases de temporada o paquetes de expansión.

## Historia
El término triple A empezó para ser utilizado a finales de 1990, cuando algunas compañías empezaron a utilizar la expresión en convenciones de videojuegos en Estados Unidos. El término se tomó prestado de las calificaciones de bonos de la industria crediticia, donde los bonos "AAA" representaban la oportunidad más segura con más probabilidades de alcanzar sus objetivos financieros.
Para la séptima generación de videoconsolas (2006) el desarrollo de un triple A para Xbox 360 o PlayStation 3 o PC tenían un costo de entre 15 a 20 millones de dólares para un juego nuevo o a veces incluso secuelas tuvieron presupuestos más altos - por ejemplo Halo 3 está estimado que tuvo un coste de $30 millones, y un presupuesto de marketing de $40 millones.
Durante la séptima generación de videoconsolas, los videojuegos triple A tuvieron mercadotecnia con presupuestos similares a taquillazos del cine, con publicidad en televisión, en cartelera y en el periódico. Por ejemplo los costos al final de la generación había aumentado tan alto que juegos como Grand Theft Auto V costaron alrededor de $265 millones de dólares.
Alrededor del periodo de transición de la séptima a la octava generación de videoconsolas el costo del desarrollo de los videojuegos triple A estuvo considerado por algunos como una amenaza a la estabilidad de la industria. Varios desarrolladores grandes anunciaron ganancias de menos del 10%; el fracaso de un solo juego podía llevar al cierre de un estudio: Radical Entertainment fue cerrado por Activision a pesar de vender un millón de unidades en un corto período de tiempo después del lanzamiento.[cita requerida] El director de juego de Ubisoft, Alex Hutchinson, describió el modelo de franquicia AAA como potencialmente dañino, indicando que pensaba que conducía a productos probados para grupos focales destinados a maximizar los beneficios, o un impulso hacia una fidelidad y un impacto gráficos cada vez mayores a un costo de profundidad o de juego.
La octava generación de videoconsolas (PlayStation 4, Xbox One, Wii U) tuvo aumentos más lejanos en costes. En Ubisoft el desarrollo de un triple A implicó entre 400 a 600 personas de varios países para un juego de mundo abierto.
Al ser tan caros y no tener mucha rentabilidad obligó a los editores a buscar modelos de negocio alternativos como el DLC, pases en línea, suscripción o micropagos.

## Condiciones de trabajo
La industria del videojuego triple A, ha sido identificada como un entorno donde el crunch (sobrecarga de trabajo), y otras presiones de trabajo que afectan negativamente a los empleados son particularmente evidentes.

## Crítica
Los editores de videojuegos triple A han recibido críticas por participar en prácticas comerciales éticamente cuestionables. Esto a menudo se centra en el sistema de juego de microtransacciones o cajas de recompensas, que actualmente no están regulados como juegos de azar en la mayoría de los países. Este sistema ha sido considerado como predatorio para los niños.

## Términos relacionados

### Cuádruple A (AAAA)
En 2024 Ubisoft lanzó el videojuego Skull And Bones a un precio de 80€, lo que suponía un precio superior al promedio en otros videojuegos triple A que solían costar entre 60€ y 70€. La empresa Ubisoft respondió que este aumento de precio se debía a que Skull And Bones "no era un vidojuego triple A, si no cuádruple A".
Esto provocó la burla de muchos usuarios, e incluso de otras empresas, como una ejecutiva de CD Projekt que respondió que "ahora ellos van a crear videojuegos quíntuple A". Finalmente Ubisoft bajó el precio de los 80€ originales a 20€ tan solo tres meses después del lanzamiento.

### AAA+
El término "AAA+" ha sido utilizado por la empresa de videojuegos CD Projekt en un intento de promover su contenido nuevo cuando siendo de una calidad muy alta. Además el plazo ha sido utilizado con un significado diferente a lo que describe triple A juegos con métodos adicionales de generación de ingresos, generalmente a través de compras además del coste del juego de base. En 2016, Gameindustry.biz descrito AAA+ juegos como productos que "combina valores de producción triple A y estética con Software como Servicio (SaaS) principios para mantener los jugadores comprometieron para meses o incluso años".
En general utilizar el término "AAA+" se puede referir a un subconjunto AAA juegos que es el más alto vendiendo o tener los valores de producción más altos.

### Triple-I
Triple-I (o Triple-i) se ha utilizado para referirse a videojuegos independientes que intentan cumplir el presunto alcance de producción de un título AAA.